# Emilio Rez

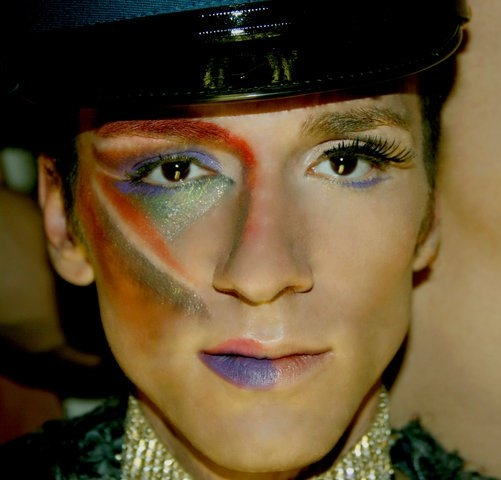
Emilio Rez

Emilio Rez ist ein Liedermacher, Sänger und Performancekünstler im Bereich Elektro/Pop/House aus Torre Annunziata (Neapel), Italien. Seit 2011 lebt er in Berlin.
Nachdem er bis 2003 als Schauspieler tätig gewesen war, begann er ab 2003 seine Karriere als Musiker.

Seinen Durchbruch erreichte er 2007 nach einem Gastauftritt in der bedeutenden Maurizio Costanzo Show und der Single Tremenda (2007), welche als Remixversion 2008 Platz eins in der italienischen Top 10 erreichte.

## Singles
- L’amore che non c’è (2003)
- Non ci sto più (2005)
- Tremenda (2007)
- Tremenda – Deelay-Remix, Radio Deejay (2008)
- Senza traccia (2011)
- Tremenda jungle edition (2012)
- Ich fühle Liebe (2017)
- Lasciami (2018)
- Somebody to love (2019)
- Unione Europea (Benvenuti in Deutschland) (2019)
- Sento l´amore (La Tosa Remix) (2020)

## Alben
- Premessa (2010)
- Planetario (2011)
- Keine Stimme (2015)
- Credici – feat. H.E.R. (2017)

## Konzert-Tourneen
- L´arte dell´incontro (2003)
- Assaggi di un touR..ez! (2004)
- Fritto misto (2005)
- 2005 caREZze in tour (2005)
- 2005 e una caREZza in piú (2006)
- Tremendissima Galaxy tour (2008/09)
- Tracce di un tour (2011)
- Non puoi non venire (2011/12)
- Alexanderplatz Konzert (2012/13)
- Concert in Rome (2015)
- Emilio Rez Special Live Show (2017)
- Live in Leipzig (2017)
- La Genderia tour (2018/19)